# Grande Prêmio do Barém de 2025
O Grande Prêmio do Barém de 2025 (formalmente denominado Formula 1 Gulf Air Bahrain Grand Prix 2025) foi a quarta etapa da temporada de 2025 da Fórmula 1, disputada em 13 de abril de 2025 no Circuito Internacional do Barém, em Sakhir, Barém. Após anos como corrida inaugural, o evento foi deslocado para abril devido ao Ramadã (28 de fevereiro a 29 de março de 2025), retornando a uma posição intermediária no calendário. A Gulf Air segue como patrocinadora titular, e o circuito, projetado por Hermann Tilke e inaugurado em 2004, é reconhecido por sua versatilidade e por sediar os testes de pré-temporada.

## Antecedentes
O Grande Prêmio do Barém de 2025 sucede o GP do Japão e antecede o da Arábia Saudita, sendo a quarta das 24 corridas do calendário. Com 5.412 km e 15 curvas, o circuito destaca a reta principal, a sequência de média velocidade das curvas 4 a 7 e a curva 10, uma longa esquerda que testa a precisão na freada. A corrida noturna, com temperaturas médias de 25°C, favorece a aderência, mas ventos e areia do deserto podem desafiar a aerodinâmica.
A temporada de 2025 introduz motores híbridos V6 turbo de 1.6 litro com MGU-K de 350 kW e combustíveis 100% sustentáveis, além de carros com peso mínimo de 798 kg e DRS ajustado. Nos testes de pré-temporada em Sakhir (26-28 de fevereiro), McLaren e Ferrari se destacaram, enquanto a Red Bull substituiu Liam Lawson por Yuki Tsunoda após um início fraco (P15 na Austrália, último na China). Outros pilotos em novas equipes incluem Lewis Hamilton (Ferrari), Gabriel Bortoleto (Kick Sauber) e Andrea Kimi Antonelli (Mercedes).

## Relatório

### Relatório do treino classificatório
Q1
Com o início do classificatório, os primeiros pilotos na pista foram Alonso e Stroll, mas o segundo teve sua volta deletada por exceder os limites de pista. Tsunoda chegou a líder a sessão, porém sua volta também foi deletada. Assim, Doohan passou a ser o líder. Em seguida, Piastri avançou para 1.º, porém foi superado por Norris. Verstappen abortou sua primeira tentativa de volta no início da sessão. Sua segunda volta o deixou em segundo lugar, porém Hamilton fez o segundo melhor tempo, Verstappen caiu para terceiro, ambos mantiveram sua posições na bandeirada. Tsunoda terminou em 11.º.
Já Bortoleto, em sua primeira volta no Q1 ficou a 1s6 do tempo de corte, em 16º. Sua segunda e última tentativa foi 0s6 mais rápida. Porém, Bortoleto foi eliminado quando as duas Red Bull fizeram seus tempos.
Os comissários invalidaram a volta rápida de Hulkenberg no Q1 quando o Q2 já havia começado. Caso a volta tivesse sido excluída antes, Hulkenberg seria eliminado e Albon disputaria o Q2. Entretanto, como a decisão dos comissários foi tomada mais de 40 minutos após a volta ser registrada, Albon perdeu a oportunidade de lutar por uma melhor posição de largada. A infração não foi detectada pelos sistemas automáticos da Federação Internacional do Automóvel, já que a direção de prova só tomou conhecimento do ocorrido através de uma queixa da Aston Martin.
Eliminados: Alexander Albon (Williams), Liam Lawson (Racing Bulls), Gabriel Bortoleto (Kick Sauber), Lance Stroll (Aston Martin) e Oliver Bearman (Haas).
Q2
A segunda parte da sessão iniciou e, ainda nos minutos iniciais, Ocon bateu forte entre as curvas 2 e 3. O piloto perdeu o controle do carro após passar por cima da zebra. A colisão ocasionou uma bandeira vermelha que interrompeu, brevemente, o classificatório.
A sessão foi reiniciada sobrando dez minutos no cronômetro. Antonelli marcou a volta mais rápida com 1:31:178, entretanto foi superado por Norris e Piastri que registrou o tempo de 1:30:454. Faltando menos de 3 minutos para o fim do Q2, Piastri, Norris, Leclerc, Antonelli e Sainz eram os cinco primeiros enquanto, Verstappen, Hadjar, Ocon, Alonso e Tsunoda ainda não tinham registrado tempo.
No final, Verstappen marcou um tempo que lhe deu a sétima colocação. Tsunoda terminou em décimo, atrás de Sainz.
Ao final do Q2, Russell e Antonelli eram investigados por terem sido liberados no box antes do permitido.
Eliminados: Jack Doohan (Alpine), Isack Hadjar (Racing Bulls), Nico Hulkenberg (Kick Sauber), Fernando Alonso (Aston Martin) e Esteban Ocon (Haas).
Q3
Ao início da terceira parte do classificatório, todos os carros estavam com pneus usados, com exceção da Mercedes. Verstappen foi o primeiro a registrar tempo, mas a marca foi ruim, e, conforme os outros pilotos registravam seus tempo, ele foi perdendo posições. Russsell fez o tempo de 1:30:364 e assumiu a ponta, porém Piastri, logo em seguida, registrou 1:30:233.
Enquanto ainda faltavam cinco minutos para o final, Piastri, Russell, Norris, Leclerc e Hamilton eram os cinco primeiros. Mas depois Antonelli e Hamilton ficaram sem tempo marcado, punidos por exceder os limites da pista. Nos últimos dois minutos, todos os dez carros voltaram à pista. Piastri conquistou a pole com o tempo de 1:29:841. Russell e Leclerc fecharam o top 3.
A classificação final dos dez primeiros foi: Oscar Piastri (McLaren), George Russell (Mercedes), Charles Leclerc (Ferrari), Kimi Antonelli (Mercedes), Pierre Gasly (Alpine), Lando Norris (McLaren), Max Verstappen (Red Bull), Carlos Sainz Jr. (Williams), Lewis Hamilton (Ferrari) e Yuki Tsunoda (Red Bull).

### Relatório da corrida
Já na largada, Russell que largou em terceiro, ultrapassou Leclerc e assumiu a segunda colocação. Norris, que largou em sexto, fez uma largada forte e assumiu o terceiro lugar após superar Antonelli e Gasly. Porém, posteriormente, Norris foi punido com 5 segundos por ter posicionado o carro fora do colchete quando alinhou no grid de largada.
Oliver Bearman largou em último lugar e subiu para 15.º ainda na volta de abertura. Verstappen caiu de sétimo para oitavo. Depois, Verstappen ultrapassou Sainz e assumiu sétima posição passando por cima da zebra. Através do rádio, o Verstappen afirmou que Sainz “não deixou o espaço de um carro”.
Hulkenberg foi o primeiro a fazer o pit stop. Piastri abria uma vantagem de mais de 2 segundos para Russell. Disputa entre Hamilton e Sainz pela 8.ª posição, onde Hamilton se saiu melhor e Tsunoda também ultrapassou Sainz.
Norris faz seu pit stop e paga a punição de 5 segundos. Gasly e Verstappen também param no box. Na volta 12, Bortoleto estavam no 12.° lugar com pneus médios e sem ter parado ainda.
Russell parou na volta 14, saindo de 3.º e retornou à pista em 8.º, uma posição a frente de Norris. Bortoleto parou, colocou pneus duros e retornou em último. Piastri vai aos boxes e volta em terceiro, atrás das Ferraris que ainda não tinham parado, sendo Leclerc líder.
Na volta 18, Ferrari chama Leclerc e Hamilton aos boxes e faz parada dupla. Na volta 20, o top 5 era: Piastri, Russell, Norris, Leclerc e Gasly. Hamilton ultrapassa Doohan e assume a 9.ª posição. Em seguida, Hamilton supera Verstappen. Verstappen faz sua segunda parada e teve problemas com pneu dianteiro direito. Ele trocou pneus duros por médios e volta em último.
Na volta 30, Piastri mantinha a liderança com mais de 6 segundos a frente de Russell. Tsunoda e Sainz disputaram posição e chegaram a se tocas. Sainz se saiu melhor e ficou coma 6.ª colocação.
Na volta 32 de 57, o carro de segurança entrou na pista para que detritos, deixados por um contato entre Sainz e Tsunoda, pudessem ser removidos do terceiro setor da pista. Vários pilotos aproveitaram para ir aos boxes fazer mais um pit stop.
Com a bandeira verde, Piastri manteve a liderança. Norris foi superado pelas duas Ferraris, porém conseguiu recuperar a posição de Hamilton. Durante a ultrapassagem, Norris passou por fora dos limites de pista durante o movimento e precisou devolver a posição para Hamilton. Depois, Norris conseguiu ultrapassar Hamilton novamente e assumiu a 4.ª posição. Lawson foi punido com 5 segundos por causar colisão com Hulkenberg.
Sainz foi penalizado em 10 segundos por forçar Antonelli para fora da pista. Além disso, ele estava com FW47 e decidiu abandonar uma corrida.
Norris se aproxima muito de Leclerc e, depois de várias tentativas, conseguiu a ultrapassagem. Piastri abriu a última volta contando com 14 segundos de vantagem. Norris continuou disputando a segunda colocação com Russell. Piastri cruzou a linha de chegada em primeiro e vendeu o Grande Prêmio. O pódio foi completado por Russell e Norris, respectivamente.

## Resultados

### Treino classificatório
| Pos.                | N° | Piloto                | Construtor                 | tempos qualificatorios | tempos qualificatorios | tempos qualificatorios | Final grid |
| Pos.                | N° | Piloto                | Construtor                 | Q1                     | Q2                     | Q3                     | Final grid |
| ------------------- | -- | --------------------- | -------------------------- | ---------------------- | ---------------------- | ---------------------- | ---------- |
| 1                   | 81 | Oscar Piastri         | McLaren-Mercedes           | 1:31.392               | 1:30.454               | 1:29.841               | 1          |
| 2                   | 63 | George Russell        | Mercedes                   | 1:31.494               | 1:30.664               | 1:30.009               | 3          |
| 3                   | 16 | Charles Leclerc       | Ferrari                    | 1:31.454               | 1:30.724               | 1:30.175               | 2          |
| 4                   | 12 | Andrea Kimi Antonelli | Mercedes                   | 1:31.415               | 1:30.716               | 1:30.213               | 5          |
| 5                   | 10 | Pierre Gasly          | Alpine-Renault             | 1:31.462               | 1:30.643               | 1:30.216               | 4          |
| 6                   | 4  | Lando Norris          | McLaren-Mercedes           | 1:31.107               | 1:30.560               | 1:30.267               | 6          |
| 7                   | 1  | Max Verstappen        | Red Bull Racing-Honda RBPT | 1:31.303               | 1:31.019               | 1:30.423               | 7          |
| 8                   | 55 | Carlos Sainz Jr.      | Williams-Mercedes          | 1:31.591               | 1:30.844               | 1:30.680               | 8          |
| 9                   | 44 | Lewis Hamilton        | Ferrari                    | 1:31.219               | 1:31.009               | 1:30.772               | 9          |
| 10                  | 22 | Yuki Tsunoda          | Red Bull Racing-Honda RBPT | 1:31.751               | 1:31.228               | 1:31.303               | 10         |
| 11                  | 7  | Jack Doohan           | Alpine-Renault             | 1:31.414               | 1:31.245               | N/A                    | 11         |
| 12                  | 6  | Isack Hadjar          | Racing Bulls-Honda RBPT    | 1:31.591               | 1:31.271               | N/A                    | 12         |
| 13                  | 14 | Fernando Alonso       | Aston Martin-Mercedes      | 1:31.634               | 1:31.886               | N/A                    | 13         |
| 14                  | 31 | Esteban Ocon          | Haas-Ferrari               | 1:31.594               | Sem tempo              | N/A                    | 14         |
| 15                  | 23 | Alexander Albon       | Williams-Mercedes          | 1:32.040               | Sem tempo              | N/A                    | 15         |
| 16                  | 27 | Nico Hülkenberg       | Kick Sauber-Ferrari        | 1:32.067               | N/A                    | N/A                    | 16         |
| 17                  | 30 | Liam Lawson           | Racing Bulls-Honda RBPT    | 1:32.165               | N/A                    | N/A                    | 17         |
| 18                  | 5  | Gabriel Bortoleto     | Kick Sauber-Ferrari        | 1:32.186               | N/A                    | N/A                    | 18         |
| 19                  | 18 | Lance Stroll          | Aston Martin-Mercedes      | 1:32.283               | N/A                    | N/A                    | 19         |
| 20                  | 87 | Oliver Bearman        | Haas-Ferrari               | 1:32.373               | N/A                    | N/A                    | 20         |
| 107% time: 1:37.484 |    |                       |                            |                        |                        |                        |            |
| Fontes:             |    |                       |                            |                        |                        |                        |            |

### Corrida
| Pos.    | N° | Piloto                | Construtor                 | Voltas | Tempo/retirada      | Grid | Pontos |
| ------- | -- | --------------------- | -------------------------- | ------ | ------------------- | ---- | ------ |
| 1       | 81 | Oscar Piastri         | McLaren-Mercedes           | 57     | 1:35:39.435         | 1    | 25     |
| 2       | 63 | George Russell        | Mercedes                   | 57     | +15.499             | 3    | 18     |
| 3       | 4  | Lando Norris          | McLaren-Mercedes           | 57     | +16.273             | 6    | 15     |
| 4       | 16 | Charles Leclerc       | Ferrari                    | 57     | +19.679             | 2    | 12     |
| 5       | 44 | Lewis Hamilton        | Ferrari                    | 57     | +27.993             | 9    | 10     |
| 6       | 1  | Max Verstappen        | Red Bull Racing-Honda RBPT | 57     | +34.395             | 7    | 8      |
| 7       | 10 | Pierre Gasly          | Alpine-Renault             | 57     | +36.002             | 4    | 6      |
| 8       | 31 | Esteban Ocon          | Haas-Ferrari               | 57     | +44.244             | 14   | 4      |
| 9       | 22 | Yuki Tsunoda          | Red Bull Racing-Honda RBPT | 57     | +45.061             | 10   | 2      |
| 10      | 87 | Oliver Bearman        | Haas-Ferrari               | 57     | +47.594             | 20   | 1      |
| 11      | 12 | Andrea Kimi Antonelli | Mercedes                   | 57     | +48.016             | 5    |        |
| 12      | 23 | Alexander Albon       | Williams-Mercedes          | 57     | +48.839             | 15   |        |
| 13      | 6  | Isack Hadjar          | Racing Bulls-Honda RBPT    | 57     | +56.314             | 12   |        |
| 14      | 7  | Jack Doohan           | Alpine-Renault             | 57     | +57.806             | 11   |        |
| 15      | 14 | Fernando Alonso       | Aston Martin-Mercedes      | 57     | +1:00.340           | 13   |        |
| 16      | 30 | Liam Lawson           | Racing Bulls-Honda RBPT    | 57     | +1:04.435           | 17   |        |
| 17      | 18 | Lance Stroll          | Aston Martin-Mercedes      | 57     | +1:05.489           | 19   |        |
| 18      | 5  | Gabriel Bortoleto     | Kick Sauber-Ferrari        | 57     | +1:06.872           | 18   |        |
| Ret     | 55 | Carlos Sainz Jr.      | Williams-Mercedes          | 45     | Dano após colisão   | 8    |        |
| DSQ     | 27 | Nico Hülkenberg       | Kick Sauber-Ferrari        | 57     | Desgaste da prancha | 16   |        |
| Fontes: |    |                       |                            |        |                     |      |        |

## Tabela do Campeonato após a Corrida
|        | Pos. | Piloto          | Pontos |
| ------ | ---- | --------------- | ------ |
|        | 1    | Lando Norris    | 77     |
| 1      | 2    | Oscar Piastri   | 74     |
| 1      | 3    | Max Verstappen  | 69     |
|        | 4    | George Russell  | 63     |
| 1      | 5    | Charles Leclerc | 32     |
| Fonte: |      |                 |        |

|        | Pos. | Construtor                 | Pontos |
| ------ | ---- | -------------------------- | ------ |
|        | 1    | McLaren-Mercedes           | 151    |
|        | 2    | Mercedes                   | 93     |
|        | 3    | Red Bull Racing-Honda RBPT | 71     |
|        | 4    | Ferrari                    | 57     |
| 1      | 5    | Haas-Ferrari               | 20     |
| Fonte: |      |                            |        |

- Nota: Apenas as 5 primeiras posições estão incluídas em ambos conjuntos de classificação.